# ليو غوغيغان
ليو غوغيغان (بالإنجليزية: Leo Geoghegan)‏ هو سائق سيارة سباق أسترالي، ولد في 16 مايو 1936 في سيدني في أستراليا، وتوفي بنفس المكان في 2 مارس 2015.